# Слухай, Иван Андреевич
Иван Андреевич Слухай (5 декабря 1924, с. Успенка, Зилаирский район, Башкирская АССР — 16 апреля 2025, Москва) — советский и российский деятель армии и ветеранского движения, председатель Московского комитета ветеранов войны, генерал-майор. Почётный гражданин Москвы (2016).

## Биография
Иван Андреевич Слухай родился в 1924 году в семье украинских переселенцев, которые нашли себе приют в уральском посёлке Успенка. В 1927 году Слухаи переехали в село Васильевка Каширинского района Оренбургской области. В 1937 году окончил с отличием семь классов общеобразовательной школы.
С 1939 года работал учителем в Оренбургской области, параллельно окончил педагогический техникум, в 16 лет стал заведующим школой и секретарём райкома комсомола.
В 1942 году вступил в народное ополчение, в том же году был направлен в Одесское пехотное училище, эвакуированное в Уральск. С марта 1943 года на фронте — под Сталинградом, Белгородом, Харьковом. Позднее участвовал в Ясско-Кишинёвской операции. Член ВКП(б) с 1943 года. Служил в должности комсорга батальона и стрелкового полка 73-й гвардейской стрелкой дивизии и помощника начальника политотдела 113-й стрелковой дивизии по комсомольской работе. Был парламентёром Красной Армии в Белграде. Закончил войну в звании старшего лейтенанта в Австрии.
После войны проходил воинскую службу в Московском округе ПВО пропагандистом полка, затем — заместителем командира полка зенитно-ракетных войск по политической части. В 1956 году окончил Военно-политическую академию имени В. И. Ленина и служил в политуправлении Московского округа ПВО.
С 1962 по 1967 год — инспектор Главного политического управления Советской армии и Военно-морского флота, в 1967—1969 годах был одним из организаторов Политического управления войск ПВО страны, затем служил в Заполярье начальником политотдела 21-го корпуса ПВО страны.
С 1974 года — старший инспектор Политуправления войск ПВО по войскам ракетно-космической обороны. Генерал-майор артиллерии.
В отставке с 1987 года.
Работал в Московском комитете ветеранов войны. С 1996 года являлся председателем Московского комитета ветеранов войны.
Скончался 16 апреля 2025 года на 101-м году жизни. Похоронен на Троекуровском кладбище.

## Награды и звания
- Орден «За заслуги перед Отечеством» II степени (11 апреля 2024) — за большой вклад в ветеранское движение и активное участие в реализации общественно-значимых мероприятий[2]
- Орден «За заслуги перед Отечеством» III степени (16 апреля 2020) — за многолетнюю активную общественную деятельность по социальной поддержке ветеранов и патриотическому воспитанию молодёжи[3]
- Орден «За заслуги перед Отечеством» IV степени (12 апреля 2010) — за активную общественную работу по социальной поддержке ветеранов и патриотическому воспитанию молодёжи[4]
- Орден Александра Невского (5 декабря 2014) — за достигнутые трудовые успехи, многолетнюю добросовестную работу и активную общественную деятельность[5]
- Орден Почёта (3 апреля 2002) — за многолетнюю плодотворную работу по патриотическому воспитанию молодёжи, социальной защите ветеранов, укрепление дружбы и сотрудничества между народами[6]
- Орден Дружбы (25 ноября 1994) — за высокие показатели в подготовке военных кадров, большой личный вклад в укрепление дружбы и сотрудничества наций и народностей и активное участие в патриотическом воспитании молодёжи[7]
- Орден Красного Знамени
- четыре ордена Красной Звезды
- Орден Отечественной войны I и II степеней
- Орден За службу Родине в Вооружённых Силах СССР III степени
- медали
- Почётный гражданин Москвы (30 ноября 2016) — за многолетнюю общественную деятельность по социальной поддержке ветеранов Великой Отечественной войны и большой личный вклад в военно-патриотическое воспитание молодёжи[8]
- Знак отличия «За заслуги перед Москвой» (18 ноября 2004) — за большой вклад в развитие ветеранского движения и активное участие в патриотическом воспитании молодёжи[9]
- Почётная грамота Московской городской Думы (20 октября 2004) — за заслуги перед городским сообществом[10]